# Tractiecontrole
Tractiecontrole, ook bekend als Tractie Controle Systeem (TCS) of Anti Slip Regeling (ASR) is een veiligheidssysteem toegepast op meerdere types voertuigen, voornamelijk auto's. Het systeem is ontworpen om tractie van aangedreven wielen te verbeteren. Het systeem voorkomt het doordraaien van de wielen zodra de bestuurder gas geeft en zorgt daarmee voor een grotere bestuurbaarheid van het voertuig. Tractiecontrole is vergelijkbaar met ESP maar dient niet hetzelfde doel.

## Werking
Het systeem kan op meerdere manieren zijn werk doen:
- Het onderdrukken van de bougie in een of meer cilinders.
- Afknijpen van de brandstoftoevoer naar een of meerdere cilinders.
- Afremmen van een of meer wielen.
- Gas terugnemen (indien de auto is uitgerust met een drive-by-wire gaspedaal).
- In auto's uitgerust met een turbolader kan de turbodruk worden verminderd.

Het tractiecontrolesysteem deelt normaliter de elektrisch-hydraulische remmotor en wielsensoren met het antiblokkeersysteem.

## Gebruik
- In reguliere voertuigen: Tractiecontrole was voorheen een veiligheidsvoorziening in dure sportwagens die anders een extra gevoelig gaspedaal zouden moeten hebben om te voorkomen dat de wielen zouden doordraaien. Dit is vooral het geval bij een losse ondergrond zoals zand of ijs. In recente jaren worden steeds meer consumentenauto's uitgerust met tractiecontrole.
- In race-auto's: Tractiecontrole wordt bij snelle auto's gezien als een prestatieverbeterende techniek. Het geeft de auto maximale grip bij acceleratie zonder wielspin te genereren.
- In motorsport: Een algemene mening bestaat dat tractiecontrole ervoor zorgt dat een coureur minder talent en vaardigheid nodig heeft bij het besturen van zijn auto. In sommige competities zijn de pogingen om tractiecontrole te verbieden opgegeven vanwege de grote uitdaging die het controleren van het systeem geeft. In de Formule 1 is tractiecontrole per 2008 verboden. Dit kan worden opgelegd door het gebruik van een standaard ECU door de FIA.
- Bij steeds meer motorfietsen, omdat wielspin een val kan veroorzaken.